# Liste der Justizvollzugsanstalten in Brandenburg
Die Liste der Justizvollzugsanstalten in Brandenburg nennt aktuelle und ehemalige Justizvollzugsanstalten und Gefängnisse im Bundesland Brandenburg.

## Justizvollzugsanstalten

### Aktuell
| Justizvollzugsanstalt                    | Ort                      | Inbetriebnahme | Belegungsfähigkeit | Bild |
| ---------------------------------------- | ------------------------ | -------------- | ------------------ | ---- |
| JVA Brandenburg a. d. Havel              | Brandenburg an der Havel | 1931           | 413                |      |
| JVA Cottbus-Dissenchen                   | Cottbus                  | 2002           | 600                |      |
| JVA Luckau-Duben                         | Duben                    | 2005           | 333                |      |
| Außenstelle Spremberg                    | Spremberg                |                | 120                |      |
| JVA Nord-Brandenburg TA Neuruppin-Wulkow | Wulkow/Neuruppin         | 2001           | 300                |      |
| JVA Nord-Brandenburg TA Wriezen          | Wriezen                  | 2004           | 220                |      |

### Ehemalige Anstalten
| Justizvollzugsanstalt                    | Ort                      | Inbetriebnahme | Stilllegung | Belegungsfähigkeit | Bild |
| ---------------------------------------- | ------------------------ | -------------- | ----------- | ------------------ | ---- |
| Altes Zuchthaus Brandenburg an der Havel | Brandenburg an der Havel | 1820           | 1931        |                    |      |
| JVA Potsdam                              | Potsdam                  |                | 2001        |                    |      |
| JVA Cottbus                              | Cottbus                  | 1860           | 2002        |                    |      |
| JVA Frankfurt (Oder)                     | Frankfurt (Oder)         |                | 2013        | 155                |      |
| JVA Prenzlau                             | Duben                    |                | 2001        |                    |      |
| JVA Neuruppin                            | Neuruppin                |                | 2001        |                    |      |
| JAA Königs Wusterhausen                  | Königs Wusterhausen      |                | 2015        | 23                 |      |

### In Brandenburg gelegene Justizvollzugsanstalten des Landes Berlin
| Justizvollzugsanstalt           | Ort        | Inbetriebnahme | Belegungsfähigkeit | Bild |
| ------------------------------- | ---------- | -------------- | ------------------ | ---- |
| Justizvollzugsanstalt Heidering | Großbeeren | 2013           | 647                |      |